# Verwaltungsgemeinschaft Pegau
Die Verwaltungsgemeinschaft Pegau ist eine Verwaltungsgemeinschaft im Freistaat Sachsen im Landkreis Leipzig. Sie liegt im Westen des Landkreises, zirka 25 km südlich der Stadt Leipzig und zirka 18 km westlich der Kreisstadt Borna an der Grenze zu Sachsen-Anhalt. Östlich der Gemeinde befindet sich das neu erschlossene Leipziger Neuseenland. Die Bundesstraße 2 führt durch das Gemeinschaftsgebiet. Auch die Bahnstrecke Leipzig–Zeitz führt durch die Gemeinde. Die Weiße Elster durchfließt das Gemeinschaftsgebiet in Nord-Süd-Richtung.
Kitzen schied am 1. Januar 2012 aufgrund der Eingemeindung nach Pegau aus der Verwaltungsgemeinschaft aus.

## Die Gemeinden mit ihren Ortsteilen
Gemeinde Pegau mit den Ortsteilen
Pegau,
Carsdorf,
Wiederau,
Großstorkwitz,
Maschwitz,
Weideroda,
Zauschwitz,
Kitzen,
Hohenlohe,
Eisdorf,
Thesau,
Sittel,
Scheidens,
Peißen,
Löben,
Seegel,
Werben,
(Schkorlopp),
Großschkorlopp,
Kleinschkorlopp.
Gemeinde Elstertrebnitz mit den Ortsteilen Eulau, Elstertrebnitz, Tannewitz, Trautzschen,  Greitschütz, Costewitz und Oderwitz